# Ashtabula zonura
Espèce
Ashtabula zonura est une espèce d'araignées aranéomorphes de la famille des Salticidae.

## Distribution
Cette espèce est endémique de Colombie.

## Description
Le mâle mesure 3,5 mm et la femelle 4 mm.

## Publication originale
- Peckham & Peckham, 1894 : Spiders of the Marptusa group. Occasional Papers of the Natural History Society of Wisconsin, vol. 2, no 2, p. 85-156 (texte intégral).